# Holger Meins
Holger Klaus Meins (né le 26 octobre 1941 à Hambourg, mort le 9 novembre 1974 à Wittlich) est membre de la première génération de la Fraction armée rouge (RAF). Il meurt des suites d'une grève de la faim durant son incarcération dans la prison de Wittlich en Rhénanie-Palatinat.

## Biographie

### Enfance et formation
Son père était entrepreneur. Holger Meins grandit à Hamburg. Enfant, il s'engage dans le scoutisme. Plus tard, il organise des réunions d'études bibliques. Après l'obtention de son bac, Holger Heins entre à la haute école d'arts visuels de Hamburg.  
En mai 1966, Holger Meins fait partie la première volée des étudiants de l'académie allemande du film et de la télévision de Berlin. Il est parmi les 74 candidatures sélectionnées sur près d'un millier de postulants. C'est à Berlin que Meins se radicalise politiquement.  
Il avait également refusé le service militaire. En 1969, il était membre de la Kommune I à Berlin. 

### Membre de la RAF
En 1970, Meins entre en clandestinité et prend le surnom de Starbuck. 
Soupçonné d’avoir participé aux attentats contre des installations militaires américaines (l'« offensive de Mai »), il est arrêté le 1er juin 1972 avec Andreas Baader et Jan-Carl Raspe après un échange de tirs à Francfort-sur-le-Main. 

### Grève de la faim
Les prisonniers de la fraction armée rouge mènent plusieurs grèves de la faim collectives. Ils se plaignent de torture psychique du fait d'être, selon eux, à l'isolement. Holger Meins prend part à plusieurs d'entre elles. Sa dernière, entamée le 13 septembre 1974, lui est fatale. Il décède le 9 novembre 1974, il ne pèse plus alors que 39 kilos pour 1,83 mètre. Les efforts des autorités pénitentiaires pour empêcher un tel dénouement à travers l'alimentation forcée se sont avérés vains. 
Le déclenchement de cette troisième grève coïncide à dessein avec le début du procès qui se tient contre les personnes impliquées dans la libération de Baader par un commando de la fraction armée rouge en mai 1970. 
En automne 1974, il s'agit de la troisième grève de la faim collective des membres enfermés de la fraction armée rouge. Au départ, elle rencontre assez peu d'intérêts de la part du grand public. En effet, la presse allemande se fait l'écho de plusieurs scandales dans les prisons allemandes, où des détenus ont subis des agressions physiques dont certaines gravissimes. Les détenus poursuivent cependant leur grève de la faim, ce qui amène le ministre de la justice Hans-Jochen Vogel à ordonner leur alimentation forcée,.     
Holger Meins se montre particulièrement déterminé et est à chaque fois physiquement contraint par les gardes car il s'oppose systématiquement à être nourri. Avant même le début de la grève, il envisage son éventuelle mort en détention et écrit son testament politique : s'il décède, ce sera à considérer comme un meurtre : «Quoique ses porcs prétendent (...) ne croyez pas aux mensonges des meurtriers». Les détenus de la fraction armée rouge allèguent par ailleurs que des ingrédients illicites sont ajoutés à cette forme d'alimentation et que l’État cherche à les psychiatriser. Les journaux expliquent cependant que l'alimentation forcée n'est pas en soi dangereuse et que les autorités carcérales ne font que remplir leur obligation légale.       
Courant octobre, et malgré l'alimentation forcée, les autorités renoncent à transférer Holger Meins à la prison de Stammheim en vue de son procès. Son état de santé s'est tellement détérioré en raison de sa grève de la faim que l'on craint qu'il ne puisse supporter un tel déplacement.       
Fin octobre, Manfred Grashof décide d'arrêter sa grève de la fin. Meins, ulcéré, le remet à l'ordre à travers un message écrit clandestin le 31 octobre, soit dix jours avant son propre décès,.Début novembre, les autres détenus apprennent via leurs avocats.que Meins est au plus mal et ne pèse plus que 40 kilos. Gudrun Ensslin l'encourage à ne pas abandonner sa grève de la faim et lui écrit : "Tu détermines toi-même quand tu meurs. La liberté ou la mort",.     

### Décès et Statut de martyr
Holger Meins décède le 7 novembre 1974 en fin d'après-midi. Il ne pèse plus que 39 kilos pour 1,83 mètre. Le soir même , des manifestations éclatent dans plusieurs villes d'Allemagne. A Berlin, près de 5'000 personnes de la gauche radicale manifestent leur indignation,. Dans son édition du 21 novembre 1974, l’hebdomadaire der Stern publie en double page une photo du cadavre squelettique de Meins. Différentes actions de protestation ont lieu, et parmi les cercles de gauche, l'idée selon laquelle Holger Meins a été assassiné  - ou qu'a minima l'Etat fédéral est impliqué dans son décès - est largement plébiscitée.   
Sa mort fut la raison de la visite de Jean-Paul Sartre à la prison de Stuttgart-Stammheim.
Environ mille personnes assistent à ses obsèques à Hamburg. Parmi eux, Rudi Dutschke qui lève le poing devant la tombe sous les objectifs des caméras et déclare« Holger, le combat continue ! »
Par sa mort, Holger Meins accède pour certains au statut de martyr,. Son décès marque un tournant pour la fraction armée rouge. Sa capacité de mobilisation est alors à son apogée. La deuxième génération de la fraction armée rouge se recrute en premier lieu parmi les personnes Un certain nombre de personnes se radicalisent au point de rejoindre la fraction armée rouge, dont l'avocat de Holger Meins, Siegfried Haag. En cultivant ce culte du martyre, la fraction armée rouge légitime à ses propres yeux ses activités terroristes.   
Günter von Drenkmann, président de la chambre de justice de Berlin-Ouest, est abattu en représailles le 10 novembre 1974. 

## Poursuite des activités terroristes
Le 24 avril 1975, un commando de la fraction armée rouge, qui prend le nom de Kommando Holger Meins prend d'assaut l'ambassade de la République fédérale allemande à Stockholm. Leur but est de prendre des personnes en otage et de les échanger contre les détenus de la fraction armée rouge.  Au cours de cette action, les terroristes tuent deux personnes, Andreas von Mirbach, attaché militaire, et Heinz Hillegaart, conseiller économique. Ils prennent par ailleurs de nombreux otages. L'action prend soudainement fin lorsqu'une charge de TNT explose accidentellement. Ulrich Wessel, membre du commando, décède sur le coup tandis qu'un autre membre du commando, Siegrief Hausner, décèdera début juin de ses brûlures.   

## Nouvelle législation sur l'alimentation forcée
Le décès d'Holger Meins suscite un vif débat dans de larges secteurs la société de la République fédérale allemande, notamment dans les médias, le corps médical ainsi que les milieux politiques et judiciaires. En particulier, la question est posée de savoir s'il est légitime de procéder à l'alimentation forcée d'une personne en grève de la faim et si oui, dans quelles circonstances exactes cette mesure peut être décidée. En 1977, une nouvelle loi est passée qui clarifie comment les autorités carcérales doivent procéder lorsqu'un détenu refuse de s'alimenter. Il s'agit de la section 101 de la loi pénitentiaire (Strafvollzugsgesetz) qui spécifie qu'en cas de danger de mort imminente (akutes Lebensgefahr), les autorités pénitentiaires se doivent de procéder à l'alimentation forcée du détenu.

## Courts métrages
auxquels Meins participait, ou qu'il a produits: 
- Subjektitüde, 1966
- Klammer auf, Klammer zu, 1966
- Riffi, 1966
- Anfangszeiten, 1966, court-métrage co-réalisé avec Christian Bau, alors que tous deux étudient à la haute école des arts visuels de Hamburg[3].
- Silvo, 1967
- Die Worte des Vorsitzenden, 1967
- Oskar Langenfeld, 1967, régie: Holger Meins
- Farbtest – Rote Fahne, 1968
- Wie baue ich einen Molotow-Cocktail? 1968, régie: Holger Meins

## Commémorations
Le film Moïse et Aaron (1974) de Jean-Marie Straub et Danièle Huillet est dédié à la mémoire de Holger Meins.
En 2002, un documentaire sur lui, « Starbuck - Holger Meins » de Gerd Conradt, est apparu. Starbuck est le pseudonyme qu'Holger Meins avait pris en clandestinité.  
Tout comme Holger Meins, Gerd Conradt a été un étudiant de la première volée de l'Académie allemande du film et de la télévision et a personnellement connu Holger Meins. 
Un documentaire antérieur (1976), de Renate Sami existait déjà.